# Джаггер, Дин
Дин Джаггер (англ. Dean Jagger, 7 ноября 1903 — 5 февраля 1991) — американский актёр, лауреат премии «Оскар» в 1950 году.

## Биография
Айра Дин Джаггер родился в деревне Каламбус-Гроув в Огайо. Перед началом карьеры в кино он некоторое время работал учителем, выступал в водевилях и на радио. В кино Джаггер дебютировал в 1929 году в фильме «Женщина из ада» с Мэри Астор в главной роли. В скором времени он стал довольно успешным актёром, снявшись за годы своей карьеры почти в сотне фильмов, при этом оставаясь в основном на второстепенных ролях.
Прорывом в кинематографе для него стала роль Бригама Янга в одноимённом фильме 1940 года. Как позже признался технический консультант фильма Джордж П. Пайпер, который лично знал Янга, Дин Джаггер не только был похож на знаменитого мормона, но и походил на него в манере говорить и вести себя.
Следующими успешными его ролями стали Эдвард Крейтон в «Вестерн Юнион» (1941), Пол Бакстер в «Когда незнакомцы женятся» (1944), Кевин Коннорс в «Сестре Кенни» (1946) и Грант в вестерне Рауля Уолша «Охотник за головами» (1947). В 1950 году Дин Джаггер стал обладателем премии «Оскар» в номинации лучший актёр второго плана за роль майора Харви Стовалла в военной драме «Вертикальный взлёт».
В 1958 году Джаггер сыграл отца персонажа Элвиса Пресли в музыкальной драме «Кинг Креол». Спустя два года он появился в успешной драме «Элмер Гантри», получивший три премии «Оскар». У него также были заметные роли в фильмах «Письмо из Кремля» (1970) и «Исчезающая точка» (1971). Дин Джаггер добился значительных успехов и на телевидении — в середине 1960-х годов он дважды номинировался на премию «Эмми» за свою роль в телесериале «Мистер Новак». В 1980 году стал обладателем дневной премии «Эмми» за участие в религиозной передаче «Это — жизнь».
Дин Джаггер трижды был женат; от второго брака у него осталась дочь. В 1972 году актёр стал членом Церкви Иисуса Христа Святых последних дней. Дин Джаггер скончался от болезни сердца в феврале 1991 года в Санта-Монике, Калифорния. Его вклад в киноискусство отмечен звездой на голливудской «Аллее славы».

## Избранная фильмография
| Год       |   | Русское название            | Оригинальное название     | Роль                      |
| --------- | - | --------------------------- | ------------------------- | ------------------------- |
| 1941      | ф | Вестерн Юнион               | Western Union             | Эдвард Крейтон            |
| 1943      | ф | Северная звезда             | The North Star            | Родион Павлов             |
| 1944      | ф | Когда незнакомцы женятся    | When Strangers Marry      | Пол Бакстер               |
| 1949      | ф | Вертикальный взлёт          | Twelve O’Clock High       | майор Харви Стоволл       |
| 1950      | ф | Тёмный город                | Dark City                 | капитан Гарви             |
| 1953      | ф | Плащаница                   | The Robe                  | Джастус                   |
| 1954      | ф | Административная власть     | Executive Suite           | Джесси Гримм              |
| 1954      | ф | Личный ад 36                | Private Hell 36           | капитан полиции Майклс    |
| 1954      | ф | Светлое Рождество           | White Christmas           | генерал-майор Том Уэверли |
| 1955      | ф | Плохой день в Блэк-Роке     | Bad Day at Black Rock     | Тим Хорн                  |
| 1958      | ф | Кинг Креол                  | King Creole               | мистер Фишер              |
| 1959      | ф | История монахини            | The Nun’s Story           | доктор Ван Дер Мал        |
| 1960      | ф | Элмер Гантри                | Elmer Gantry              | Уильям Л. Морган          |
| 1961      | с | Сумеречная зона             | The Twilight Zone         | Эд Линдси                 |
| 1963      | с | Альфред Хичкок представляет | The Alfred Hitchcock Hour | Джордж Дэвис              |
| 1963—1965 | с | Мистер Новак                | Mr. Novak                 | Альберт Вейн              |
| 1966      | с | ФБР                         | The F.B.I.                | епископ Джон Этвуд        |
| 1966      | с | Беглец                      | The Fugitive              | Тони Донован              |
| 1970      | ф | Письмо из Кремля            | The Kremlin Letter        | Разбойник                 |
| 1971      | ф | Исчезающая точка            | Vanishing Point           | ловец змей                |
| 1971      | с | Бонанза                     | Bonanza                   | генерал Айра Клонингер    |
| 1971      | с | Семья Партриджей            | The Partridge Family      | Чарли                     |
| 1972      | с | Коломбо                     | Columbo                   | Уолтер Каннелл            |
| 1978      | ф | Игра смерти                 | Game of Death             | доктор Ленд               |
| 1979      | с | Уолтоны                     | The Waltons               | профессор Боуэн           |
| 1980      | ф | Аллигатор                   | Alligator                 | Слейд                     |
| 1985      | с | Сент-Элсвер                 | St. Elsewhere             | доктор Дэвид Домедион     |

## Награды и номинации
| Награда | Год  | Категория                                       | Название работы    | Результат |
| ------- | ---- | ----------------------------------------------- | ------------------ | --------- |
| Оскар   | 1950 | Лучшая мужская роль второго плана               | Вертикальный взлёт | Победа    |
| Эмми    | 1964 | Лучшая мужская роль в драматическом телесериале | Мистер Новак       | Номинация |
| Эмми    | 1965 | Лучший актёр                                    | Мистер Новак       | Номинация |